# Sparviero (esploratore)
Lo Sparviero è stato un esploratore leggero della Regia Marina e poi della Forțele Navale Române con il nome di Mărăști.

## Storia

### Il servizio per la Regia Marina
Ordinato dalla Marina rumena nel 1913 ed impostato nei cantieri Pattison di Napoli nel 1914, avrebbe dovuto chiamarsi Vijelie.
Il 5 giugno 1915, in conseguenza dell'ingresso dell'Italia nella prima guerra mondiale, l'unità fu requisita dalla Regia Marina e ribattezzata Sparviero, entrando in servizio nel 1917. Fu impiegata principalmente in Adriatico, in azioni di «guerriglia navale» (scontri tra siluranti e supporto ad attacchi di aerei e mezzi d'assalto).
Il 29 settembre 1917 la nave (al comando del capitano di vascello Ferdinando di Savoia, Principe di Udine) uscì in mare assieme ai cacciatorpediniere Abba, Acerbi, Orsini, Stocco, Ardente, Ardito ed Audace, a supporto di un bombardamento effettuato da 10 aerei contro Pola. Alle 22.03 dallo Sparviero vennero avvistate navi nemiche ad un paio di miglia di distanza e diresse per attaccarle insieme ai cacciatorpediniere; la formazione italiana ebbe poi un breve scontro serale (si aprì il fuoco alle 22.05 e venne interrotto il contatto alle 22.30, per poi ricominciare alle 23.45 proseguendo solo per qualche minuto) con una austro-ungarica (cacciatorpediniere Turul, Velebit, Huszar e Streiter e 4 torpediniere), senza conseguire risultati di rilievo.
Il 19 ottobre dello stesso anno l'unità lasciò Brindisi insieme al capoclasse Aquila, agli incrociatori britannici Gloucester e Newcastle ed ai cacciatorpediniere Commandant Riviére, Bisson, Bory (francesi), Indomito, Mosto e Missori (italiani) per unirsi ad altre unità italiane poste all'inseguimento di un gruppo di navi austroungariche (esploratore Helgoland, cacciatorpediniere Lika, Triglav, Tátra, Csepel, Orjen e Balaton) che erano uscite da Cattaro per attaccare convogli italiani. Helgoland e Lika, non essendo stati trovati convogli, si portarono in vista di Brindisi per farsi inseguire dalle navi italiane ed attirarle nella zona d'agguato dei sommergibili U 32 ed U 40, ma dopo un lungo inseguimento che vide anche alcuni attacchi aerei alle unità nemiche, tutte le navi italiane tornarono in porto senza danni.
Il 28 novembre Aquila e Sparviero, insieme ai cacciatorpediniere Animoso, Ardente, Ardito, Abba, Audace, Orsini, Acerbi, Sirtori e Stocco, partirono da Venezia e, insieme ad alcuni idrovolanti di ricognizione, inseguirono una formazione austriaca, composta dai cacciatorpediniere Dikla, Streiter e Huszár e da quattro torpediniere, che aveva bombardato la ferrovia nei pressi della foce del Metauro. Le navi italiane dovettero rinunciare all'inseguimento allorché giunsero nei pressi di Capo Promontore, troppo vicino a Pola.
Il 5 settembre dello stesso anno l’Aquila, lo Sparviero ed il gemello Nibbio furono inviati a fornire appoggio alle torpediniere 8 PN e 12 PN, mandate ad una quindicina di miglia da Punta Menders per attaccare mercantili austriaci a Durazzo: compito degli esploratori era tenersi circa 15 miglia ad ovest delle torpediniere, per intervenire se necessario. Alle 12.35, infatti, l’8 PN individuò tre navi avversarie al largo di Dulcigno e si portò all'attacco insieme all'unità gemella; l'intervento degli esploratori indusse le tre navi austroungariche a ritirarsi ripiegando verso la costa.
Il 2 ottobre 1918 Aquila, Nibbio e Sparviero furono inviati con numerose altre unità al largo di Durazzo per contrastare un eventuale contrattacco di navi nemiche provenienti da Cattaro volto ad impedire il bombardamento di Durazzo da parte di altre unità italiane ed inglesi.
Il 4 novembre 1918 lo Sparviero, sempre al comando del principe di Udine, lasciò Valona con a bordo reparti del Battaglione di fanteria di marina «Grado» e, dopo un rischioso attraversamento di campi minati, giunse a Meleda di cui prese possesso a nome dell'Italia.
Il 15 novembre l’Aquila e lo Sparviero, partiti da Brindisi, presero possesso di Lesina.

### Il servizio per le Marine rumena e sovietica

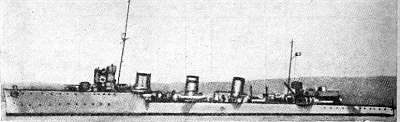
Un'altra foto del Mărăști

Terminata la guerra, il 1º luglio 1920, lo Sparviero venne venduto alla Marina rumena (insieme al gemello Nibbio), ricevendo il nuovo nome di Mărăști.
Dopo la cessione alla Marina rumena, nel 1921, l'unità venne sottoposta a radicali lavori di modifica dell'armamento, che venne a constare di quattro cannoni da 120/45 mm, due da 76/40 mm e 2 mitragliere Fiat da 6,5 mm. Ebbe l'impiego di un conduttore di flottiglia.
Il Mărăști partecipò anche alla seconda guerra mondiale, durante la quale svolse principalmente missioni di scorta convogli sulle rotte tra il Bosforo e la Crimea. Subì più volte infruttuosi attacchi subacquei: il 6 novembre 1941 (con 6 siluri, ad opera del sommergibile sovietico S 33), il 1º giugno 1943 (da parte del sommergibile D 4, con due siluri) ed il 7 luglio 1943 (da parte del sommergibile SHCH 201). Durante una di tali missioni, il 7 od il 16 luglio 1943, la nave affondò il sommergibile sovietico M 31 tra Costanza e Sulina. Nel 1944 il cacciatorpediniere venne modificato con l'aggiunta di 4 mitragliere da 37 mm e due da 20 mm.
Il 29 agosto 1944, con l'occupazione sovietica della Romania, il Mărăști fu catturato a Costanza dalle truppe sovietiche.
Incorporato nella Marina sovietica (14 settembre 1944) e ribattezzato Lovkij (in cirillico Ловкий), il cacciatorpediniere fu assegnato alla Flotta del Mar Nero.
Il 12 ottobre 1945, conclusasi la guerra, il Lovkij venne restituito alla Marina della Romania – frattanto divenuta una Repubblica socialista e “stato vassallo” dell'URSS – e ricevette la denominazione di D 12.
Radiato nel 1963, il D 12 venne avviato alla demolizione l'anno successivo.